# Liriomyza togata
Liriomyza togata är en tvåvingeart som först beskrevs av Axel Leonard Melander 1913.  Liriomyza togata ingår i släktet Liriomyza och familjen minerarflugor. Inga underarter finns listade i Catalogue of Life.